# Santa Maria de Belém

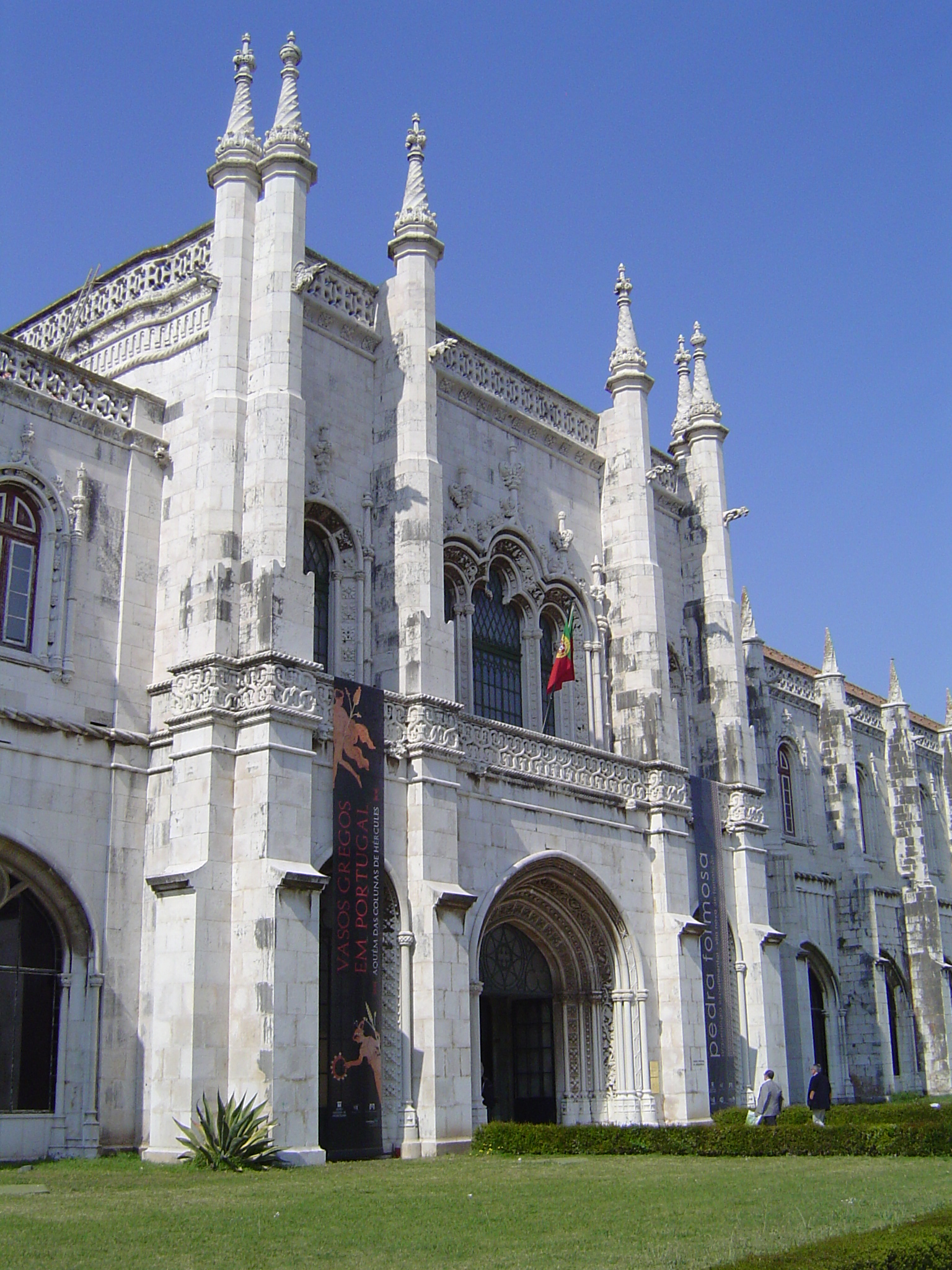
Národní archeologické muzeum v Belému napodobuje manuelský styl Kláštera sv. Jeronýma

Santa Maria de Belém, běžně pouze Belém (v portugalštině „Betlém“), je významná čtvrť Lisabonu. Leží na samém jihozápadě území hlavního města na břehu řeky Tejo. S rozlohou 3,39 km² patří mezi větší čtvrtě. Žije zde 9700 obyvatel (2001). Sousedí se čtvrtěmi Alcântara, Ajuda a São Francisco Xavier a s obcí Oeiras. V letech 1852 až 1885 byl Belém samostatnou obcí.
S centrem Lisabonu je čtvrť spojena tramvajemi; nachází se zde také stanice příměstské trati Lisabon – Cascais.
Ve čtvrti je mnoho zelených ploch a také stavebních památek, včetně specifického manuelského stylu.
- Klášter svatého Jeronýma
- Belémská věž
- Památník objevitelů
- Kulturní centrum Belém
- Palác Belém, oficiální sídlo portugalského prezidenta
- Muzeum elektřiny v bývalé elektrárně
- Národní archeologické muzeum
- Muzeum mořeplavby
- Stadion Restelo